# Élections régionales de 2010 en Languedoc-Roussillon
Pour un article plus général, voir Élections régionales françaises de 2010.

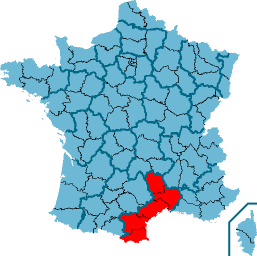
La région Languedoc-Roussillon

Les élections régionales ont eu lieu les 14 et 21 mars 2010.

## Mode d'élection
Le mode de scrutin est fixé par le code électoral. Il précise que les conseillers régionaux sont élus tous les six ans.
Les conseillers régionaux sont élus dans chaque région au scrutin de liste à deux tours sans adjonction ni suppression de noms et sans modification de l'ordre de présentation. Chaque liste est constituée d'autant de sections qu'il y a de départements dans la région.
Si une liste a recueilli la majorité absolue des suffrages exprimés au premier tour, le quart des sièges lui est attribué. Le reste est réparti à la proportionnelle suivant la règle de la plus forte moyenne. Une liste ayant obtenu moins de 5 % des suffrages exprimés ne peut se voir attribuer un siège.
Sinon on procède à un second tour où peuvent se présenter les listes ayant obtenu 10 % des suffrages exprimés. La composition de ces listes peut être modifiée pour comprendre les candidats ayant figuré au premier tour sur d’autres listes, sous réserve que celles-ci aient obtenu au premier tour au moins 5 % des suffrages exprimés et ne se présentent pas au second tour. À l’issue du second tour, les sièges sont répartis de la même façon.
Les sièges étant attribués à chaque liste, on effectue ensuite la répartition entre les sections départementales, au prorata des voix obtenues par la liste dans chaque département.

## Contexte régional
À droite depuis 1986, le conseil régional passe à gauche en 2004, grâce notamment à une triangulaire avec le Front National. Georges Frêche est alors élu président de région par l'assemblée régionale.
Cette région est dirigée par le divers gauche Georges Frêche. Il est une personnalité controversée du fait de ses multiples déclarations polémiques.
Le 11 février 2006, à l'occasion d'un dépôt de gerbe à Montpellier devant la stèle de Jacques Roseau, porte-parole d'un mouvement pied-noir assassiné en 1993, il est pris à partie par un groupe de harkis récemment passés à l'UMP et qui avaient participé le jour même à une manifestation de l'UMP. Les propos qui ont conduit à la mise en examen de M. Frêche sont les suivants: 
« Vous êtes vraiment d’une incurie incroyable. Vous ne connaissez pas l’histoire. Ah, vous êtes allés avec les gaullistes… Vous faites partie des harkis qui ont vocation à être cocus toute leur vie… Faut-il vous rappeler que 80 000 harkis se sont fait égorger comme des porcs parce que l'armée française les a laissés ? Moi qui vous ai donné votre boulot de pompier, gardez-le et fermez votre gueule ! Je vous ai trouvé un toit et je suis bien remercié. Arrêtez-vous ! Arrêtez-vous ! Allez avec les gaullistes ! Allez avec les gaullistes à Palavas. Vous y serez très bien ! Ils ont massacré les vôtres en Algérie et vous allez leur lécher les bottes ! Mais vous n’avez rien du tout ! Vous êtes des sous-hommes ! Rien du tout ! Il faut que quelqu’un vous le dise ! Vous êtes sans honneur. Vous n’êtes pas capables de défendre les vôtres ! Voilà, voilà… Allez, dégagez ! ».
Mis en examen en mars 2006 pour injures à caractère racial, il est relaxé le 13 septembre 2007 en appel ; la Cour d'appel estimant que « les propos ne s'adressaient d'aucune manière à la communauté harkie mais à deux individus ».
Le 15 novembre 2006, Georges Frêche aurait déclaré à propos l'équipe de France de football : "Dans cette équipe, il y a neuf Blacks sur onze. La normalité serait qu'il y en ait trois ou quatre. Ce serait le reflet de la société. Mais, là, s'il y en a autant, c'est parce que les Blancs sont nuls. J'ai honte pour ce pays. Bientôt il y aura onze Blacks. Quand je vois certaines équipes, ça me fait de la peine."
En 2007, Frêche est exclu du Parti socialiste.
Les socialistes pro-Frêche ont remporté le référendum interne sur le choix du premier socialiste et le vote validant les listes. Lors de sa convention nationale, le  PS a choisi de ne pas investir de liste contre lui, le soutenant implicitement. Cependant la liste Languedoc-Roussillon est la seule à n'avoir pas bénéficié d'une présentation à cette convention. Georges Frêche a aussi l'appui d'un certain nombre de dissidents venus d'autres partis dont l'ancien ministre communiste Jean-Claude Gayssot, l'écologiste Yves Pietrasanta et de CPNT (pourtant désormais associé à l'UMP)
Hélène Mandroux, la maire de Montpellier et André Vézinhet, président du conseil général de l'Hérault essayaient d'élaborer une autre liste « socialiste » en accord avec les autres partis de gauche. Alors que cet accord et cette liste semblait de moins en moins probables avec la finalisation des listes Europe Écologie et Front de Gauche, à 15 jours du dépôt des listes une nouvelle polémique éclate après une nouvelle saillie du président sortant. Georges Frêche perd le soutien du PS national. Une liste socialiste, menée par Hélène Mandroux, voit le jour. Les négociations entre celle-ci et Europe Écologie de Jean-Louis Roumégas pour une liste commune ont échoué notamment sur la question du choix de la tête de liste régionale. Europe Écologie et le Front de Gauche ont d'ores et déjà annoncé leur refus de fusionner avec une liste sur laquelle Georges Frêche figurerait. Un accord sur le principe d'une fusion au second tour a été conclu entre Europe Écologie et « À Gauche Maintenant » (Front de gauche élargi au NPA, à la FASE, aux Alternatifs, aux Objecteurs de Croissance et au M'PEP). Didier Codorniou (le premier socialiste désigné par les militants PS locaux) a porté l'affaire devant les tribunaux en demandant l’annulation de la décision du bureau national qui désignait Hélène Mandroux pour conduire une liste PS.
Dans un premier temps, la liste du Modem emmenée par Marc Dufour désigné par les militants contre le leader local de l'AEI Patrice Drevet, envisageait de fusionner au second tour avec la liste de Georges Frêche. Puis un accord intervenait pour fusionner dès le premier tour avec la liste AEI de Patrice Drevet, tandis que Cap21, composante du Modem rejoignait Europe Écologie. Mais le 7 février le Modem annonçait ses têtes de listes et revenait sur cet accord. Le 14 février, le Modem annonce qu'il ne présentera pas de liste. Les sondages leur donnant moins de 5 % des voix.
À droite, l'UMP Raymond Couderc, sénateur de l'Hérault et maire de Béziers affronte la candidature dissidente de Christian Jeanjean, maire de Palavas-les-Flots., qui se présente avec un nouveau parti "Union Républicaine Populaire" soutenu par les mouvements gaullistes et républicains. Christian Jeanjean conteste les résultats de la primaire interne de l'UMP en dénonçant des fraudes à l'avantage de Raymond Couderc. Une décision de justice sera rendue début mars 2010.
Le FN emmené par la conseillère régionale France Jamet a pour concurrent la Ligue du Midi de Richard Roudier.

## Candidats

### Tous les candidats
- LO: Liberto Plana
- FG-NPA et alliés : René Revol, maire de Grabels
- PS : Hélène Mandroux, maire de Montpellier, 1er vice-présidente de Montpellier Agglomération, vice-présidente de l'Association des maires de grandes villes de France
- Europe Écologie-Cap21 : Jean-Louis Roumégas, porte-parole des Verts et conseiller municipal de Montpellier
- DVG-PRG-MRC CPNT et alliés : Georges Frêche (divers gauche ex-PS), président sortant, président de Montpellier Agglomération, conseiller municipal de Montpellier, ancien député-Maire de Montpellier
- AEI : Patrice Drevet, conseiller municipal de Pézenas
- Majorité présidentielle : Raymond Couderc (UMP), sénateur de l'Hérault et maire de Béziers
- CNI-France Bonapartiste-PLD et alliés : Christian Jeanjean, maire de Palavas-les-Flots
- FN : France Jamet, conseillère régionale
- Ligue du Midi : Richard Roudier
- Jean-Claude Martinez ancien député européen (élu sur une liste FN).

### Têtes de liste régionale susceptibles de se maintenir au second tour ou de fusionner

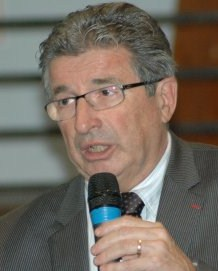
Raymond Couderc
Patrice Drevet
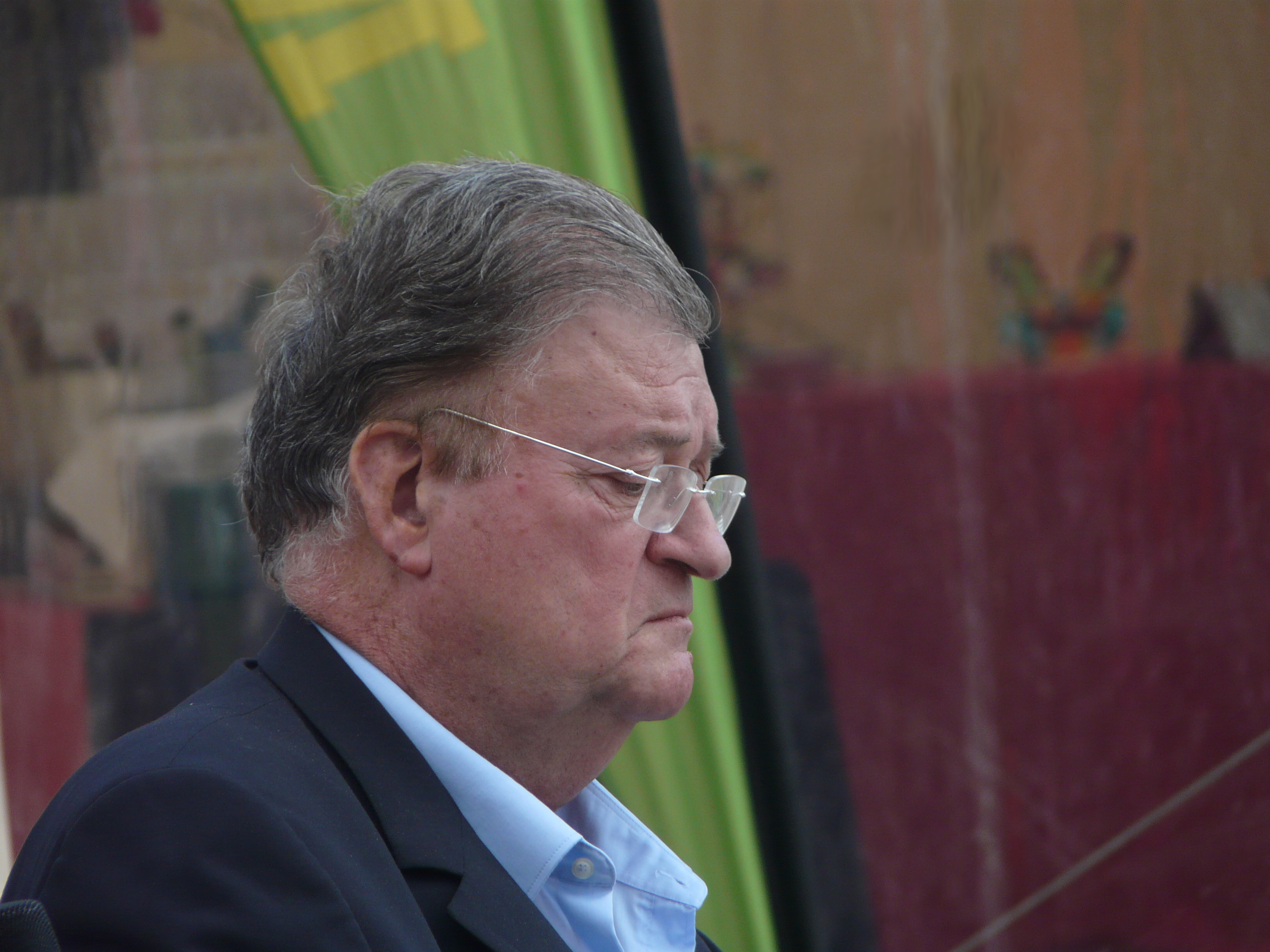
Georges Frêche
France Jamet
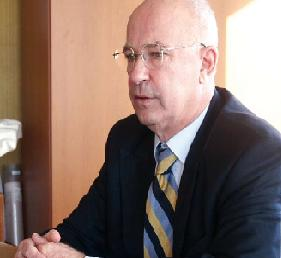
Christian Jeanjean
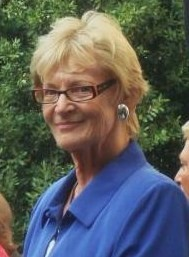
Hélène Mandroux
René Revol
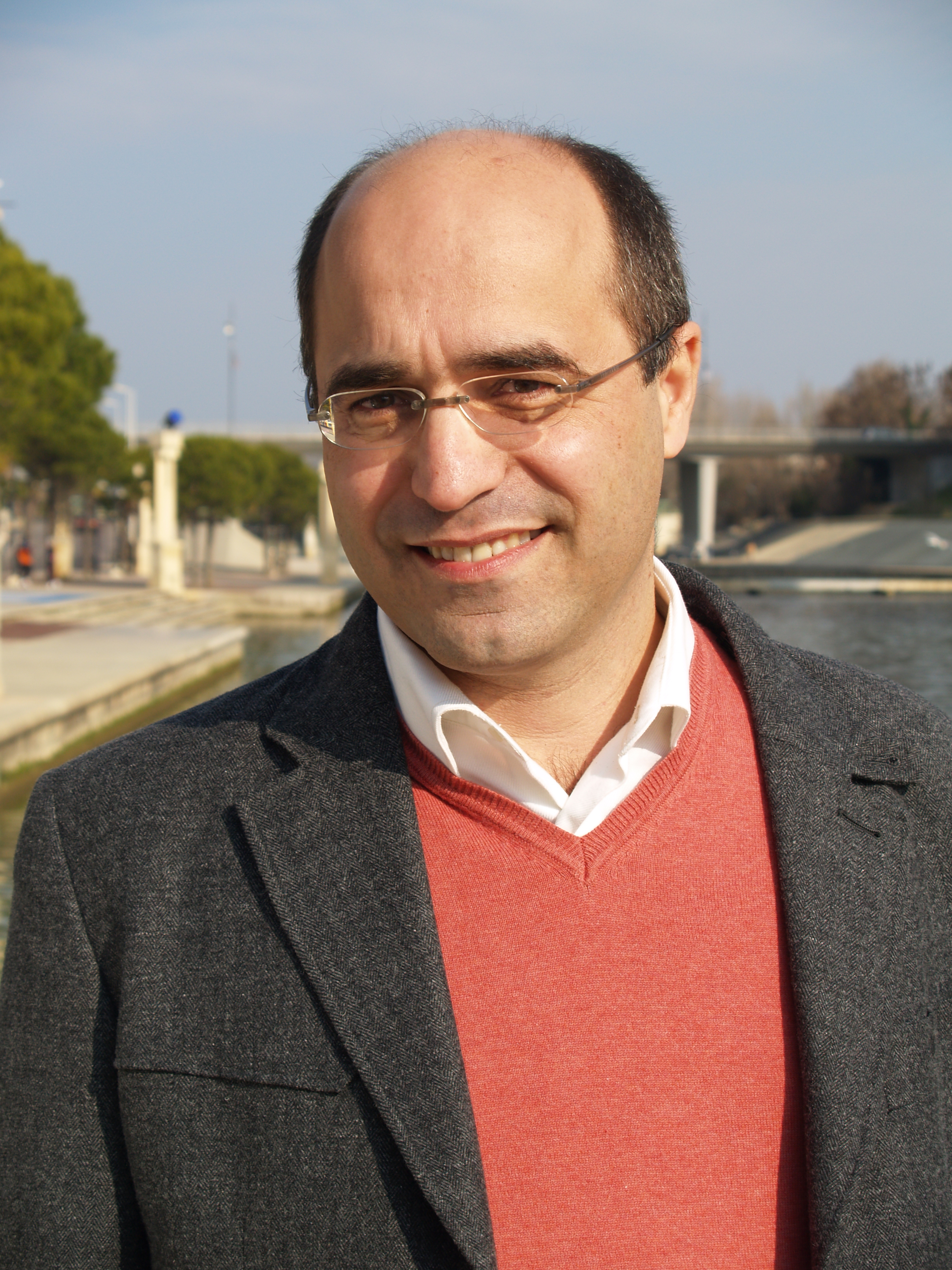
Jean-Louis Roumégas

### Têtes de liste départementale
| Listes | Listes               | Aude                | Gard             | Hérault              | Lozère              | Pyrénées-Orientales    |
| ------ | -------------------- | ------------------- | ---------------- | -------------------- | ------------------- | ---------------------- |
|        | Liste Plana (LO)     | Dominique Galonnier | Isabelle Leclerc | Maurice Chaymes      | Caroline Poupard    | Liberto Plana          |
|        | Liste Revol (FG/NPA) | Sabine Albérola     | Martine Gayraud  | François Liberti     | Patrick Alloux      | Jean Boucher           |
|        | Liste Mandroux (PS)  | Alain Champrigaud   | Patrice Prat     | Hélène Mandroux      | René Causse         | Jacqueline Amiel-Donat |
|        | Liste Frêche (DVG)   | Didier Codorniou    | Damien Alary     | Georges Frêche       | Alain Bertrand      | Christian Bourquin     |
|        | Liste Roumégas (EÉ)  | Pascal Frissant     | Nadja Flank      | Jean-Louis Roumégas  | Michèle Manoa       | Agnès Langevine        |
|        | Liste Drevet (AEI)   | Philippe Colombies  | Samuel Serre     | Patrice Drevet       | Christophe Calage   | Maryse Lapergue        |
|        | Liste Jeanjean (DVD) | Jean-Louis Soulié   | Igor Kurek       | Christian Jeanjean   | François Pelras     | Roger Foinels          |
|        | Liste Couderc (MAJ)  | Michel Py           | Eddy Valadier    | Raymond Couderc      | Francis Saint-Léger | Jean Castex            |
|        | Liste Jamet (FN)     | Robert Morio        | Évelyne Ruty     | France Jamet         | Gaël Privat         | Louis Aliot            |
|        | Liste Martinez (PDF) | Patrice Benoit      | Max Janin        | Jean-Claude Martinez | Christian Clausier  | Roger Chenaye          |
|        | Liste Roudier (BI)   | Fernand Cortes      | Erick Cavaglia   | André Troise         | Richard Roudier     | Thierry Dauriach       |

#### Liste Jean-Louis Roumegas

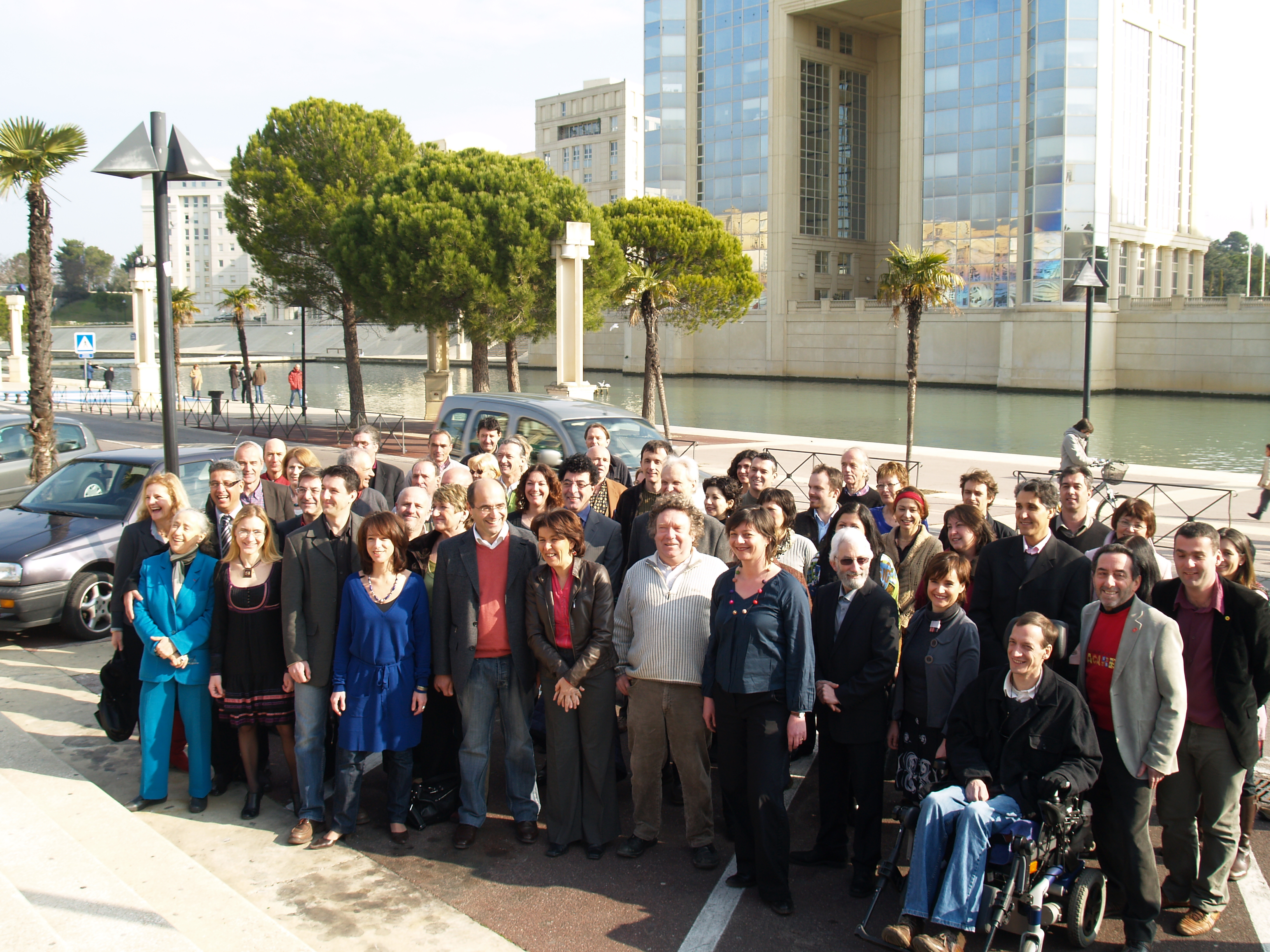
Candidat d'Europe Écologie.

- Aude : Pascal Frissant, viticulteur de la Confédération paysanne.

- Gard : Nadja Flank (FASE).

- Hérault : Jean-Louis Roumégas, conseiller municipal de Montpellier et porte-parole national des Verts.

- Lozère : Michèle Manoa, maire DVG de Sainte-Croix-Vallée-Française, conseillère générale de Lozère.

- Pyrénées-Orientales : Agnès Langevine (Verts).

Source: Midi-Libre

#### Liste Raymond Couderc
- Aude : Michel Py, maire UMP de Leucate.

- Gard : Eddy Valadier, 1er adjoint UMP au maire de Saint-Gilles.

- Hérault : Raymond Couderc, sénateur UMP de l'Hérault et maire de Béziers.

- Lozère : Francis Saint-Léger, conseiller régional sortant du Languedoc-Roussillon et député UMP de la Lozère.

- Pyrénées-Orientales : Jean Castex, maire UMP de Prades.

#### Liste Georges Frêche
- Aude : Didier Codorniou, conseiller régional du Languedoc-Roussillon et maire de Gruissan.

- Gard : Damien Alary, vice-président du Conseil régional du Languedoc-Roussillon et président du Conseil général du Gard.

- Hérault : Georges Frêche, président du Conseil régional du Languedoc-Roussillon, président de Montpellier-Agglomération et conseiller municipal de Montpellier.

- Lozère : Alain Bertrand, vice-président du Conseil régional du Languedoc-Roussillon et maire de Mende.

- Pyrénées-Orientales : Christian Bourquin, 1er vice-président du Conseil régional du Languedoc-Roussillon et président du Conseil général des Pyrénées-Orientales.

#### Liste René Revol
- Aude : Sabine Albérola (NPA), animatrice à Carcassonne.

- Gard : Martine Gayraud (PCF).

- Hérault : François Liberti (PCF), conseiller municipal de Sète (ancien maire de 1996 à 2001) et conseiller général de l'Hérault (canton de Sète-2).

- Lozère : Patrick Alloux (PG), paysan artisan.

- Pyrénées-Orientales : Jean Boucher (NPA).

#### Liste France Jamet
- Aude : Robert Morio

- Gard : Évelyne Ruty

- Hérault : France Jamet, conseillère régionale du Languedoc-Roussillon

- Lozère : Gaël Privat

- Pyrénées-Orientales : Louis Aliot, conseiller régional de Midi-Pyrénées et secrétaire général du Front national.

#### Liste Hélène Mandroux
- Aude : Alain Champrigaud, secrétaire fédéral à l’Environnement, à la formation professionnelle, au développement durable et aux territoires.

- Gard : Patrice Prat, maire de Laudun-l'Ardoise et conseiller général du Gard.

- Hérault : Hélène Mandroux, maire de Montpellier et 1re vice-présidente de Montpellier Agglomération.

- Lozère : René Causse, maire de Pourcharesses.

- Pyrénées-Orientales : Jacqueline Amiel-Donat, conseillère municipale de Perpignan.

## Sondages

### Intentions de vote
Avertissement : Les résultats des intentions de vote ne sont que la mesure actuelle des rapports de forces politiques. Ils ne sont en aucun cas prédictifs du résultat des prochaines élections.
La marge d'erreur de ces sondages est de 4,5 % pour 500 personnes interrogées, 3,2 % pour 1000, 2,2 % pour 2000 et 1,6 % pour 4000.

#### Premier tour
| Source      | Date de réalisation   | Échantillon | LO    | NPA    | FG    | FG      | EÉ       | PS      | PS       | DVG    | AEI    | MoDem  | UMP - NC - MPF | CNIP - PLD | FN    | FN    | PDF      | BI      | Autres |
| Source      | Date de réalisation   | Échantillon | Plana | Hermet | Revol | Liberti | Roumégas | Andrieu | Mandroux | Frêche | Drevet | Dufour | Couderc        | Jeanjean   | Aliot | Jamet | Martinez | Roudier |        |
| ----------- | --------------------- | ----------- | ----- | ------ | ----- | ------- | -------- | ------- | -------- | ------ | ------ | ------ | -------------- | ---------- | ----- | ----- | -------- | ------- | ------ |
| Source      | Date de réalisation   | Échantillon |       |        |       |         |          |         |          |        |        |        |                |            |       |       |          |         |        |
| TNS Sofres  | 5-6 mars 2010         | 700         | 0,5   | 9      | 9     | —       | 9        | —       | 10       | 34     | 4      | —      | 24             | 1          | —     | 7     | 0,5      | 1       | —      |
| Ifop        | 2-3 mars 2010         | 705         | 1,5   | 8      | 8     | —       | 11       | —       | 12       | 32     | 2      | —      | 21,5           | 3          | —     | 8     | —        | 0,5     | 0,5    |
| BVA         | 18-19 février 2010    | 808         | 2     | 7      | 7     | —       | 10       | —       | 9        | 32     | 4      | —      | 26             | 2          | —     | 8     | —        | —       | —      |
| Opinion Way | 12-15 février 2010    | 1 007       | 1     | 11     | 11    | —       | 12       | —       | 6        | 31     | 6      | —      | 22             | 2          | —     | 7     | —        | —       | 2      |
| TNS Sofres  | 5-6 février 2010      | 700         | 1,5   | 7      | 7     | —       | 17       | 17      | 17       | 33     | 5      | —      | 21             | 5          | —     | 7     | —        | 0,5     | —      |
| TNS Sofres  | 5-6 février 2010      | 700         | 1,5   | 7      | 7     | —       | 20       | 20      | 20       | 32     | 5      | —      | 20             | 4,5        | —     | 7     | —        | 0,5     | —      |
| TNS Sofres  | 5-6 février 2010      | 700         | 1,5   | 7      | 7     | —       | 10       | —       | 11       | 31     | 4      | —      | 21             | 4,5        | —     | 7     | —        | 0,5     | —      |
| Opinion Way | 5-6 février 2010      | 1 000       | —     | 9      | 9     | —       | 19       | 19      | 19       | 26     | 8      | 8      | 23             | 4          | —     | 9     | —        | —       | —      |
| Opinion Way | 5-6 février 2010      | 1 000       | —     | 10     | 10    | —       | 12       | —       | 11       | 24     | 8      | 8      | 23             | 3          | —     | 10    | —        | —       | —      |
| TNS Sofres  | 11 au 13 janvier 2010 | 700         | —     | 9      | 9     | —       | 14       | —       | —        | 29     | 7      | 3      | 26             | 4          | —     | 8     | —        | —       | —      |
| BVA         | 26 au 29 octobre 2009 | 801         | —     | 7      | —     | 11      | 7        | —       | —        | 29     | 5      | 5      | 25             | 5          | —     | 9     | —        | —       | —      |
| Ifop        | 7 au 10 juillet 2009  | 804         | —     | —      | —     | 8       | 16       | —       | —        | 25     | —      | 6      | 27             | 6          | 11    | —     | —        | —       | —      |
| Ifop        | 7 au 10 juillet 2009  | 804         | —     | —      | —     | 9       | 17       | 20      | —        | —      | —      | 7      | 28             | 7          | 11    | —     | —        | —       | —      |
| Ifop        | 7 au 10 juillet 2009  | 804         | —     | —      | —     | —       | —        | 28      | —        | 18     | —      | 6      | 28             | 6          | 11    | —     | —        | —       | —      |

#### Second tour
| Source                  | Date de réalisation   | Échantillon | EÉ       | PS       | PS      | DVG    | UMP - NC - MPF | FN    |
| Source                  | Date de réalisation   | Échantillon | Roumégas | Mandroux | Andrieu | Frêche | Couderc        | Jamet |
| ----------------------- | --------------------- | ----------- | -------- | -------- | ------- | ------ | -------------- | ----- |
| Source                  | Date de réalisation   | Échantillon |          |          |         |        |                |       |
| Ifop                    | 15-16 mars 2010       | —           | —        | —        | —       | 58     | 28             | 14    |
| 1er tour (14 mars 2010) |                       |             |          |          |         |        |                |       |
| TNS Sofres              | 5-6 mars 2010         | 700         | 27       | 27       | —       | 41     | 32             | —     |
| TNS Sofres              | 5-6 mars 2010         | 700         | 28       | 28       | —       | 41     | 31             | —     |
| Ifop                    | 2-3 mars 2010         | 705         | 32       | 32       | —       | 40     | 28             | —     |
| BVA                     | 18-19 février 2010    | 808         | 26       | 26       | —       | 38     | 36             | —     |
| BVA                     | 18-19 février 2010    | 808         | 23       | 23       | —       | 42     | 35             | —     |
| Opinion Way             | 12-15 février 2010    | 1 007       | 27       | 27       | —       | 41     | 32             | —     |
| TNS Sofres              | 5-6 février 2010      | 700         | 29       | 29       | —       | 40     | 31             | —     |
| TNS Sofres              | 5-6 février 2010      | 700         | 30       | 30       | —       | 40     | 30             | —     |
| Opinion Way             | 5-6 février 2010      | 1 000       | 30       | 30       | —       | 36     | 34             | —     |
| Opinion Way             | 5-6 février 2010      | 1 000       | 30       | 30       | —       | 36     | 34             | —     |
| Opinion Way             | 5-6 février 2010      | 1 000       | 26       | 26       | —       | 33     | 31             | 10    |
| Opinion Way             | 5-6 février 2010      | 1 000       | 27       | 27       | —       | 32     | 31             | 10    |
| TNS Sofres              | 11 au 13 janvier 2010 | 700         | —        | —        | —       | 54     | 46             | —     |
| TNS Sofres              | 11 au 13 janvier 2010 | 700         | —        | —        | —       | 54     | 38             | 8     |
| TNS Sofres              | 11 au 13 janvier 2010 | 700         | 26       | —        | —       | 40     | 34             | —     |
| TNS Sofres              | 11 au 13 janvier 2010 | 700         | 24       | —        | —       | 38     | 33             | 5     |
| BVA                     | 26 au 29 octobre 2009 | 801         | —        | —        | —       | 58     | 42             | —     |
| BVA                     | 26 au 29 octobre 2009 | 801         | 19       | —        | —       | 45     | 36             | —     |
| BVA                     | 26 au 29 octobre 2009 | 801         | 18       | —        | —       | 42     | 30             | 10    |
| Ifop                    | 7 au 10 juillet 2009  | 804         | 26       | —        | —       | 36     | 38             | —     |
| Ifop                    | 7 au 10 juillet 2009  | 804         | 53       | 53       | 53      | —      | 47             | —     |

### Notoriété
En décembre 2009, selon un sondage LH2, près de 60 % des habitants du Languedoc-Roussillon citent spontanément
Georges Frêche lorsqu'on leur demande le nom de leur président de région, Frêche est donc le président de région le plus connu de France après Ségolène Royal (85 %).
D'après un autre sondage de l'Ifop, à la question "connaissez-vous Georges Frêche?", 96 % des habitants du Languedoc-Roussillon répondent par l'affirmative.

## Résultats

### Résultats régionaux
| Tête de liste  | Tête de liste        | Liste                                      | Premier tour | Premier tour | Second tour | Second tour | Sièges | Sièges |
| Tête de liste  | Tête de liste        | Liste                                      | #            | %            | #           | %           | #      | %      |
| -------------- | -------------------- | ------------------------------------------ | ------------ | ------------ | ----------- | ----------- | ------ | ------ |
|                | Georges Frêche*      | DVG - PRG - MRC - PS dissidents            | 304 810      | 34,28        | 493 210     | 54,19       | 44     | 65,67  |
|                | Raymond Couderc      | Majorité présidentielle                    | 174 523      | 19,63        | 240 534     | 26,43       | 13     | 19,40  |
|                | France Jamet         | FN                                         | 112 656      | 12,67        | 176 363     | 19,38       | 10     | 14,93  |
|                | Jean-Louis Roumégas  | EÉ - Cap21                                 | 81 120       | 9,12         |             |             |        |        |
|                | René Revol           | FG - NPA - Alternatifs - FASE - M'PEP - OC | 76 418       | 8,60         |             |             |        |        |
|                | Hélène Mandroux      | PS                                         | 68 774       | 7,74         |             |             |        |        |
|                | Patrice Drevet       | AEI                                        | 34 430       | 3,87         |             |             |        |        |
|                | Christian Jeanjean   | CNI - PLD                                  | 18 017       | 2,03         |             |             |        |        |
|                | Jean-Claude Martinez | PDF                                        | 6 607        | 0,74         |             |             |        |        |
|                | Richard Roudier      | BI                                         | 6 086        | 0,68         |             |             |        |        |
|                | Liberto Plana        | LO                                         | 5 622        | 0,63         |             |             |        |        |
|                |                      |                                            |              |              |             |             |        |        |
| Inscrits       | Inscrits             | Inscrits                                   | 1 852 959    | 100,00       | 1 853 043   | 100,00      |        |        |
| Abstention     | Abstention           | Abstention                                 | 931 427      | 50,26        | 878 392     | 47,40       |        |        |
| Votants        | Votants              | Votants                                    | 921 532      | 49,73        | 974 651     | 52,60       |        |        |
| Blancs et nuls | Blancs et nuls       | Blancs et nuls                             | 32 469       | 3,52         | 64 544      | 6,62        |        |        |
| Exprimés       | Exprimés             | Exprimés                                   | 889 063      | 96,48        | 910 107     | 93,38       |        |        |

* liste du président sortant

### Résultats départementaux

#### Aude
| Tête de liste  | Tête de liste       | Liste                                      | Premier tour | Premier tour | Second tour | Second tour | Sièges | Sièges |
| Tête de liste  | Tête de liste       | Liste                                      | #            | %            | #           | %           | #      | %      |
| -------------- | ------------------- | ------------------------------------------ | ------------ | ------------ | ----------- | ----------- | ------ | ------ |
|                | Didier Codorniou*   | DVG - PRG - MRC - PS dissidents            | 57 017       | 43,34        | 83 640      | 62,23       | 7      | 77,78  |
|                | Michel Py           | Majorité présidentielle                    | 21 407       | 16,27        | 29 318      | 21,81       | 1      | 11,11  |
|                | Robert Morio        | FN                                         | 14 154       | 10,76        | 21 451      | 15,96       | 1      | 11,11  |
|                | Sabine Albérola     | FG - NPA - Alternatifs - FASE - M'PEP - OC | 10 569       | 8,03         |             |             |        |        |
|                | Pascal Frissant     | EÉ - Cap21                                 | 10 243       | 7,79         |             |             |        |        |
|                | Alain Champrigaud   | PS                                         | 9 201        | 6,99         |             |             |        |        |
|                | Philippe Colombies  | AEI                                        | 5 024        | 3,82         |             |             |        |        |
|                | Jean-Louis Soulié   | CNI - PLD                                  | 1 604        | 1,22         |             |             |        |        |
|                | Patrice Benoit      | PDF                                        | 828          | 0,63         |             |             |        |        |
|                | Dominique Galonnier | LO                                         | 797          | 0,61         |             |             |        |        |
|                | Fernand Cortes      | BI                                         | 705          | 0,54         |             |             |        |        |
|                |                     |                                            |              |              |             |             |        |        |
| Inscrits       | Inscrits            | Inscrits                                   | 256 944      | 100,00       | 256 973     | 100,00      |        |        |
| Abstention     | Abstention          | Abstention                                 | 119 956      | 46,61        | 112 643     | 43,83       |        |        |
| Votants        | Votants             | Votants                                    | 137 188      | 53,39        | 144 330     | 56,17       |        |        |
| Blancs et nuls | Blancs et nuls      | Blancs et nuls                             | 5 639        | 4,10         | 9 921       | 6,87        |        |        |
| Exprimés       | Exprimés            | Exprimés                                   | 131 549      | 95,90        | 134 409     | 93,13       |        |        |

* liste du président sortant

#### Gard
| Tête de liste  | Tête de liste    | Liste                                      | Premier tour | Premier tour | Second tour | Second tour | Sièges | Sièges |
| Tête de liste  | Tête de liste    | Liste                                      | #            | %            | #           | %           | #      | %      |
| -------------- | ---------------- | ------------------------------------------ | ------------ | ------------ | ----------- | ----------- | ------ | ------ |
|                | Damien Alary*    | DVG - PRG - MRC - PS dissidents            | 65 343       | 28,72        | 119 429     | 50,38       | 11     | 61,11  |
|                | Eddy Valadier    | Majorité présidentielle                    | 44 721       | 19,65        | 62 991      | 26,57       | 4      | 22,22  |
|                | Evelyne Ruty     | FN                                         | 36 284       | 15,95        | 54 618      | 23,04       | 3      | 16,67  |
|                | Nadja Flank      | EÉ - Cap21                                 | 22 553       | 9,91         |             |             |        |        |
|                | Martine Gayraud  | FG - NPA - Alternatifs - FASE - M'PEP - OC | 22 403       | 9,85         |             |             |        |        |
|                | Patrice Prat     | PS                                         | 18 574       | 8,16         |             |             |        |        |
|                | Samuel Serre     | AEI                                        | 9 051        | 3,98         |             |             |        |        |
|                | Igor Kurek       | CNI - PLD                                  | 3 186        | 1,40         |             |             |        |        |
|                | Erick Cavaglia   | BI                                         | 2 246        | 0,99         |             |             |        |        |
|                | Max Janin        | PDF                                        | 1 668        | 0,73         |             |             |        |        |
|                | Isabelle Leclerc | LO                                         | 1 508        | 0,66         |             |             |        |        |
|                |                  |                                            |              |              |             |             |        |        |
| Inscrits       | Inscrits         | Inscrits                                   | 496 641      | 100,00       | 496 931     | 100,00      |        |        |
| Abstention     | Abstention       | Abstention                                 | 259 967      | 52,35        | 243 490     | 49,00       |        |        |
| Votants        | Votants          | Votants                                    | 236 674      | 47,65        | 253 441     | 51,00       |        |        |
| Blancs et nuls | Blancs et nuls   | Blancs et nuls                             | 9 137        | 3,87         | 16 403      | 6,47        |        |        |
| Exprimés       | Exprimés         | Exprimés                                   | 227 526      | 96,13        | 237 038     | 93,53       |        |        |

* liste du président sortant

#### Hérault
| Tête de liste  | Tête de liste        | Liste                                      | Premier tour | Premier tour | Second tour | Second tour | Sièges | Sièges |
| Tête de liste  | Tête de liste        | Liste                                      | #            | %            | #           | %           | #      | %      |
| -------------- | -------------------- | ------------------------------------------ | ------------ | ------------ | ----------- | ----------- | ------ | ------ |
|                | Georges Frêche*      | DVG - PRG - MRC - PS dissidents            | 126 975      | 36,08        | 196 555     | 55,94       | 18     | 66,67  |
|                | Raymond Couderc      | Majorité présidentielle                    | 65 517       | 18,62        | 88 655      | 25,23       | 5      | 18,52  |
|                | France Jamet         | FN                                         | 40 271       | 11,44        | 66 155      | 18,83       | 4      | 14,81  |
|                | Jean-Louis Roumégas  | EÉ - Cap21                                 | 31 441       | 8,93         |             |             |        |        |
|                | Hélène Mandroux      | PS                                         | 29 257       | 8,31         |             |             |        |        |
|                | François Liberti     | FG - NPA - Alternatifs - FASE - M'PEP - OC | 28 942       | 8,22         |             |             |        |        |
|                | Patrice Drevet       | AEI                                        | 12 118       | 3,44         |             |             |        |        |
|                | Christian Jeanjean   | CNI - PLD                                  | 10 635       | 3,02         |             |             |        |        |
|                | Jean-Claude Martinez | PDF                                        | 2 716        | 0,77         |             |             |        |        |
|                | André Troise         | BI                                         | 2 307        | 0,66         |             |             |        |        |
|                | Maurice Chaymes      | LO                                         | 1 769        | 0,50         |             |             |        |        |
|                |                      |                                            |              |              |             |             |        |        |
| Inscrits       | Inscrits             | Inscrits                                   | 718 769      | 100,00       | 718 656     | 100,00      |        |        |
| Abstention     | Abstention           | Abstention                                 | 356 569      | 49,61        | 343 835     | 47,84       |        |        |
| Votants        | Votants              | Votants                                    | 362 200      | 50,39        | 374 821     | 52,16       |        |        |
| Blancs et nuls | Blancs et nuls       | Blancs et nuls                             | 10 252       | 2,83         | 23 456      | 6,26        |        |        |
| Exprimés       | Exprimés             | Exprimés                                   | 351 948      | 97,17        | 351 365     | 93,74       |        |        |

* liste du président sortant

#### Lozère
| Tête de liste  | Tête de liste       | Liste                                      | Premier tour | Premier tour | Second tour | Second tour | Sièges | Sièges |
| Tête de liste  | Tête de liste       | Liste                                      | #            | %            | #           | %           | #      | %      |
| -------------- | ------------------- | ------------------------------------------ | ------------ | ------------ | ----------- | ----------- | ------ | ------ |
|                | Alain Bertrand*     | DVG - PRG - MRC - PS dissidents            | 11 957       | 36,22        | 18 111      | 52,80       | 1      | 100,00 |
|                | Francis Saint-Léger | Majorité présidentielle                    | 9 700        | 29,39        | 12 613      | 36,77       | 0      | 0,00   |
|                | Gaël Privat         | FN                                         | 2 158        | 6,54         | 3 575       | 10,42       | 0      | 0,00   |
|                | Michèle Manoa       | EÉ - Cap21                                 | 3 013        | 9,13         |             |             |        |        |
|                | Patrick Alloux      | FG - NPA - Alternatifs - FASE - M'PEP - OC | 1 786        | 5,41         |             |             |        |        |
|                | René Causse         | PS                                         | 1 577        | 4,78         |             |             |        |        |
|                | Christophe Calage   | AEI                                        | 1 448        | 4,39         |             |             |        |        |
|                | François Pelras     | CNI - PLD                                  | 814          | 2,47         |             |             |        |        |
|                | Christian Clausier  | PDF                                        | 231          | 0,70         |             |             |        |        |
|                | Caroline Poupard    | LO                                         | 179          | 0,54         |             |             |        |        |
|                | Richard Roudier     | BI                                         | 147          | 0,45         |             |             |        |        |
|                |                     |                                            |              |              |             |             |        |        |
| Inscrits       | Inscrits            | Inscrits                                   | 60 005       | 100,00       | 60 016      | 100,00      |        |        |
| Abstention     | Abstention          | Abstention                                 | 25379        | 42,29        | 23 475      | 39,11       |        |        |
| Votants        | Votants             | Votants                                    | 34 626       | 57,71        | 36 541      | 60,89       |        |        |
| Blancs et nuls | Blancs et nuls      | Blancs et nuls                             | 1 616        | 4,67         | 2 242       | 6,14        |        |        |
| Exprimés       | Exprimés            | Exprimés                                   | 33 010       | 95,33        | 34 299      | 93,86       |        |        |

* liste du président sortant

#### Pyrénées-Orientales
| Tête de liste  | Tête de liste          | Liste                                      | Premier tour | Premier tour | Second tour | Second tour | Sièges | Sièges |
| Tête de liste  | Tête de liste          | Liste                                      | #            | %            | #           | %           | #      | %      |
| -------------- | ---------------------- | ------------------------------------------ | ------------ | ------------ | ----------- | ----------- | ------ | ------ |
|                | Christian Bourquin*    | DVG - PRG - MRC - PS dissidents            | 43 518       | 30,01        | 75 445      | 49,31       | 7      | 58,33  |
|                | Jean Castex            | Majorité présidentielle                    | 33 174       | 22,87        | 46 979      | 30,70       | 3      | 25,00  |
|                | Louis Aliot            | FN                                         | 19 779       | 13,64        | 30 581      | 19,99       | 2      | 16,67  |
|                | Agnès Langevine        | EÉ - Cap21                                 | 13 869       | 9,56         |             |             |        |        |
|                | Jean Boucher           | FG - NPA - Alternatifs - FASE - M'PEP - OC | 12 714       | 8,77         |             |             |        |        |
|                | Jacqueline Amiel-Donat | PS                                         | 10 179       | 7,02         |             |             |        |        |
|                | Maryse Lapergue        | AEI                                        | 6 799        | 4,69         |             |             |        |        |
|                | Roger Foinels          | CNI - PLD                                  | 1 778        | 1,23         |             |             |        |        |
|                | Liberto Plana          | LO                                         | 1 375        | 0,95         |             |             |        |        |
|                | Roger Chenaye          | PDF                                        | 1 164        | 0,80         |             |             |        |        |
|                | Thierry Dauriach       | BI                                         | 681          | 0,47         |             |             |        |        |
|                |                        |                                            |              |              |             |             |        |        |
| Inscrits       | Inscrits               | Inscrits                                   | 320 498      | 100,00       | 320 535     | 100,00      |        |        |
| Abstention     | Abstention             | Abstention                                 | 169 643      | 52,93        | 155 465     | 48,50       |        |        |
| Votants        | Votants                | Votants                                    | 150 855      | 47,07        | 165 070     | 51,50       |        |        |
| Blancs et nuls | Blancs et nuls         | Blancs et nuls                             | 5 825        | 3,86         | 12 065      | 7,31        |        |        |
| Exprimés       | Exprimés               | Exprimés                                   | 145 030      | 96,14        | 153 005     | 92,69       |        |        |

* liste du président sortant

## Cartes

Résultats de la liste Divers gauche lors du premier tour des élections régionales de 2010 en Languedoc-Roussillon.
Résultats de l'Union pour un mouvement populaire lors du premier tour des élections régionales de 2010 en Languedoc-Roussillon.
Résultats du Front national lors du premier tour des élections régionales de 2010 en Languedoc-Roussillon.